# À la carte (Album)
À la carte ist das 1984 erschienene vierte Musikalbum der österreichischen Pop-Rock-Band Erste Allgemeine Verunsicherung.

## Hintergrund
Das Album enthält vornehmlich Lieder, die auf der Bühne im Rahmen der Liveshow Spitalo Fatalo (bzw. in der später erweiterten Version der Show) bereits gespielt wurden, aber keinen Platz mehr auf Spitalo Fatalo gefunden haben oder nicht rechtzeitig fertig wurden. Klaus Eberhartinger nannte À la carte eine Zwischenlösung, da das bewährte Programm Spitalo Fatalo auch nach Veröffentlichung dieses Albums weiter aufgeführt wurde. Nur Guru wurde als neues Lied in die Show eingebaut.
Die Single-Auskoppelung Go, Karli, Go erreichte Platz 6 in der österreichischen Hitparade. 1987 war dies Lied auch auf der Kompilation Die neuen Muntermacher von K-Tel enthalten. Aloahe wurde bereits zuvor als Die Braut und der Matrose (Version Albern Hans) mit identischem Text, aber anderer Produktion veröffentlicht. Schweine-Funk wurde ebenfalls als Single ausgekoppelt, beide konnten sich aber nicht in den Hitparaden platzieren.
Sänger war bei sechs der zehn Titel Klaus Eberhartinger, Die Intellektuellen und Heavy-Metal-Pepi wurden von Bottazzi gesungen, Knieweich von Eik Breit rezitiert, und Liebelei von Produzent Peter Müller im Stil von Hans Moser dargebracht.
Musikalisch ist À la carte ruhiger als der Vorgänger Spitalo Fatalo und ohne Bezüge auf aktuelle Musiktrends. Textlich gibt es wieder einige kritische Lieder (Oh Bio Mio nimmt die Ökobewegung der Achtzigerjahre aufs Korn, Knieweich das Spießertum, Guru die Geschäftemacherei mit Religion, Die Intellektuellen sinnlos grübelnde Intellektuelle) und einige primär humoristische Lieder (Go Karli Go über einen aufstrebenden Musikstar, Schweine-Funk über Leben und Leiden eines Schweins, Aloahe und Liebelei über die Liebe). Die Lieder Wir jetten und Heavy-Metal-Pepi handeln von Saufbrüdern und harten Kerlen, ohne besonders kritisch zu werden.
Der Text von Schweine-Funk wurde von Eberhartinger und Spitzer bereits in ihrer gemeinsamen Schulzeit geschrieben.
In dem Theaterstück Susie (1985) von Franz Bäck und Herwig Kaiser, in dem Thomas Spitzer die Liedtexte und Gert Steinbäcker die dazugehörige Musik schrieb, ist eine sehr deutliche Anspielung auf dieses Lied und Thomas Spitzer zu finden. Fridolin, welcher Rockstar werden möchte, schreibt an einem Liedtext und fragt eine andere Person: „Was reimt sich auf Dem an geht's gut, dem andern dreckig?“. Die andere Person namens Tohu Wabohu antwortet: „Die Wurst is rund, der Toast is eckig“. Fridolin wiederum: „Die Wurst ist rund, der Toast ist eckig, dem an geht's gut, dem andern dreckig. Ich lieg vor ihnen.“ Im ursprünglichen Text von Schweine-Funk war es jedoch kein Toast, sondern ein Zwieback.

## Titel
1. Wir jetten
2. Go Karli Go
3. Schweine-Funk
4. Oh Bio mio
5. Die Intellektuellen
6. Liebelei
7. Aloahe
8. Guru
9. Heavy-Metal-Pepi
10. Knieweich